# Wasserkraftwerk Carhuaquero
Das Wasserkraftwerk Carhuaquero (span. Central Hidroeléctrica Carhuaquero) befindet sich am Río Chancay im Nordwesten von Peru, 650 km nordnordwestlich der Landeshauptstadt Lima. Das Kraftwerk liegt im Distrikt Llama in der Provinz Chota der Verwaltungsregion Cajamarca. Es besteht aus 5 Einheiten, die über drei Standorte verteilt sind. Die Anlagen werden von einer Leitwarte in Chiclayo ferngesteuert. Die installierte Leistung des Kraftwerksverbundes Carhuaquero I–V liegt bei 111 MW, die Jahresenergieproduktion bei schätzungsweise 620 GWh.

## Wasserkraftwerk Carhuaquero (Einheiten I–III)
Das Wasserkraftwerk Carhuaquero befindet sich in der peruanischen Westkordillere etwa 70 km von der Pazifikküste entfernt. Es liegt auf einer Höhe von 377 m am linken Flussufer des Río Chancay. Der Bau des Kraftwerks begann 1980 durch Electroperú. Finanzierungsprobleme führten dazu, dass die Anlage erst 1991 in Betrieb genommen werden konnte. Im Jahr 2016 übernahm die Kapitalgesellschaft I Squared Capital das Kraftwerk von Duke Energy. Seither wird die Anlage von Orazul Energy Perú S.A. betrieben.
Das Wasserkraftwerk besitzt drei vertikal gerichtete Pelton-Turbinen. Deren Gesamtleistung wurde 1998 von 75 MW auf 95 MW erhöht. Das Kraftwerk nutzt eine Netto-Fallhöhe von 475 m. Die Ausbauwassermenge beträgt 22 m³/s.

## Talsperre Cirato
Die Talsperre Cirato (span. Presa Cirato ⊙) befindet sich 13,5 Kilometer flussaufwärts am Río Chancay. Sie besteht aus einem 33 m hohen Beton-Staudamm. Das Speichervolumen beträgt 350.000 m³. Die Hochwasserentlastungsanlage besitzt eine Kapazität von 1000 m³/s. Unterhalb der Talsperre wird ein Großteil des Flusswassers abgeleitet. Das Wasser wird über einen 13,5 km langen Tunnel und eine anschließende etwa 1000 m lange Druckleitung zum Kraftwerk geführt. Das Umspannwerk (⊙) befindet sich etwa 900 m vom Kraftwerkshaus entfernt.

## Wasserkraftwerk Carhuaquero IV
Das Wasserkraftwerk Carhuaquero IV (⊙) wurde 2007 als Ergänzung des bestehenden Wasserkraftwerks errichtet. Es ist lediglich 5 Monate im Jahr während der Regenzeit in Betrieb. Es besitzt eine vertikal gerichtete Pelton-Turbine mit einer Leistung von 9,7 MW. Die Fallhöhe beträgt 451 m, der Durchfluss 2,5 m³/s. Die jährlich erzeugte Energiemenge liegt bei rund 42 GWh.

## Wasserkraftwerk Carhuaquero V
Im April 2010 ging das Wasserkraftwerk Carhuaquero V (⊙), auch als Wasserkraftwerk Caña Brava bekannt, in Betrieb. Es nutzt das Turbinenwasser der anderen Kraftwerkseinheiten. Das Wasser wird über einen 3,2 km langen Kanal mit anschließender Druckleitung dem Kraftwerk zugeführt. Dieses ist mit einer 5,7 MW-Kaplan-Turbine ausgestattet. Unterhalb des Kraftwerks gelangt das Wasser schließlich wieder in den Río Chancay.